# Isola Prodol'nyj
L'isola Prodol'nyj (in russo Продольный остров, Prodol'nyj ostrov) è un'isola russa, bagnata dal mare di Barents.
Amministrativamente fa parte del circondario cittadino (gorodskoj okrug) di Aleksandrovsk dell'oblast' di Murmansk, nel Circondario federale nordoccidentale.

## Geografia
L'isola è situata nella parte meridionale della baia della Sajda, nella zona nordoccidentale della baia di Kola, e quest'ultima nella parte centro-meridionale del mare di Barents. Dista dalla terraferma, nel punto più vicino, appena 30 m.
Prodol'nyj  si trova a ovest della città chiusa di Gadžievo, a nordest dell'insediamento disabitato di Sajda Guba. e 85 m a est della parte meridionale dell'isola Domašnij.

Ha una forma allungata, orientata in direzione nordest-sudovest. Misura circa 940 m di lunghezza e 190 m di larghezza massima al centro. A sud raggiunge un'altezza massima di 14,3 m s.l.m.

## Isole adiacenti
Nelle vicinanze di Prodol'nyj si trovano:
- Isola Ploskij (остров Плоский), 2,4 km a nordest, è un'isola triangolare irregolare, orientata in direzione nordest-sudovest. (69°16′12″N 33°18′52″E)
- Isola Jagel'nyj (остров Ягельный), 2,85 km a nordest, è un'isola di forma allungata irregolare, che chiude al centro il golfo Jagel'naja (бухта Ягельная).[5] (69°15′18″N 33°15′34″E)
- Isola Domašnij (остров Домашний), 85 m a ovest di Prodol'nyj, è un'isola di forma irregolare con un promontorio sul vertice nordoccidentale. (69°15′18″N 33°15′34″E)
- Isole Lesnye (острова Лесные), 885 m a ovest di Prodol'nyj, sono due piccole isole tra l'imboccatura della baia Lesnaja (бухта Лесная) e il villaggio disabitato di Sajda Guba. (69°15′08″N 33°13′36.4″E)